# Lycorias
Dans la mythologie grecque, Lycorias est une Néréide, fille de Nérée et de Doris, citée par Hygin dans sa liste de Néréides. 

## Description
Virgile la décrit comme blonde, Lycorias aux cheveux d'or, dans son ouvrage Les Géorgiques

## Famille

### Ascendance
Ses parents sont le dieu marin primitif Nérée, surnommé le vieillard de la mer, et l'océanide Doris. Elle est l'une de leur multiples filles, les Néréides, généralement au nombre de cinquante, et a un unique frère, Néritès. Pontos (le Flot) et Gaïa (la Terre) sont ses grands-parents paternels, Océan et Téthys ses grands-parents maternels.

### Descendance
Aucun enfant de Lycorias n'est spécifiquement nommé, cependant Virgile précise dans Les Géorgiques :
Cydippeque et flava Lycorias, altera virgo,
altera tum primos Lucinae experta labores,
 Cydippe et la blonde Lycorias, l’une encore vierge,
l’autre qui pour la première fois avait connu les douleurs de Lucine,
Les douleurs de Lucine étant celles de l'enfantement, Virgile fait ainsi allusion à un accouchement et donc ici à un premier-né au sexe non précisé.